# Mont Popa
Le mont Popa (birman ပုပ္ပားတောင္‌  MLCTS=puppa: taung ; API : /pòʊpá tàʊn/) est un volcan du centre de la Birmanie, dans la région de Mandalay. Haut de 1 518 m, il se détache de 1 150 m sur la plaine avoisinante et peut être vu, par beau temps, de 60 km à la ronde. Selon les légendes la dernière activité remonterait à 442 av. J.-C., mais la datation au carbone 14 a indiqué que la dernière éruption date de 8 000 ans BP.
Au sud-ouest du mont Popa se trouve le Taung Kalat, une ancienne cheminée volcanique de 737 mètres dégagée par l'érosion, parfois également appelée mont Popa. Un monastère bouddhiste se trouve à son sommet.

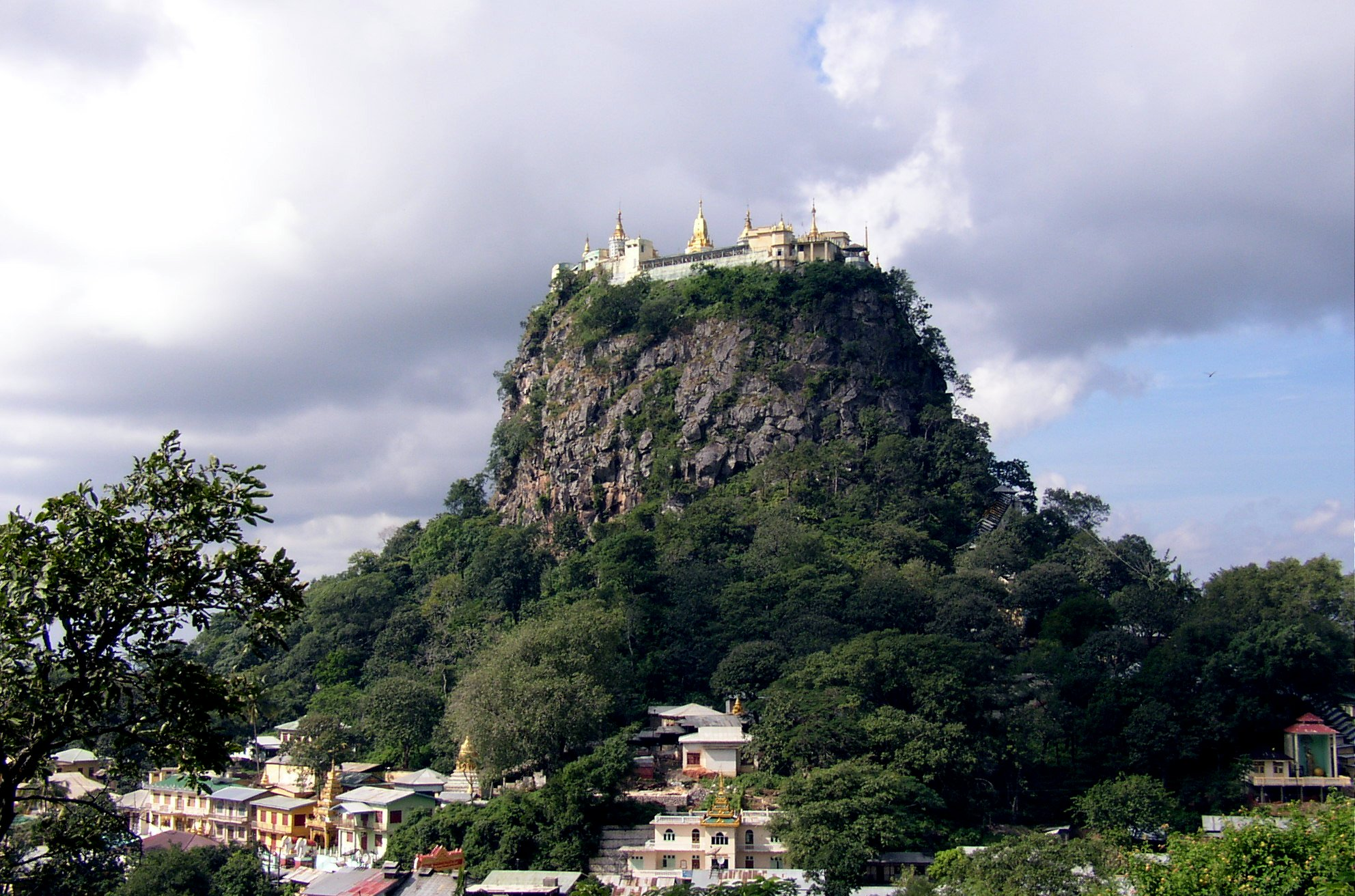
Le monastère de Taung Kalat

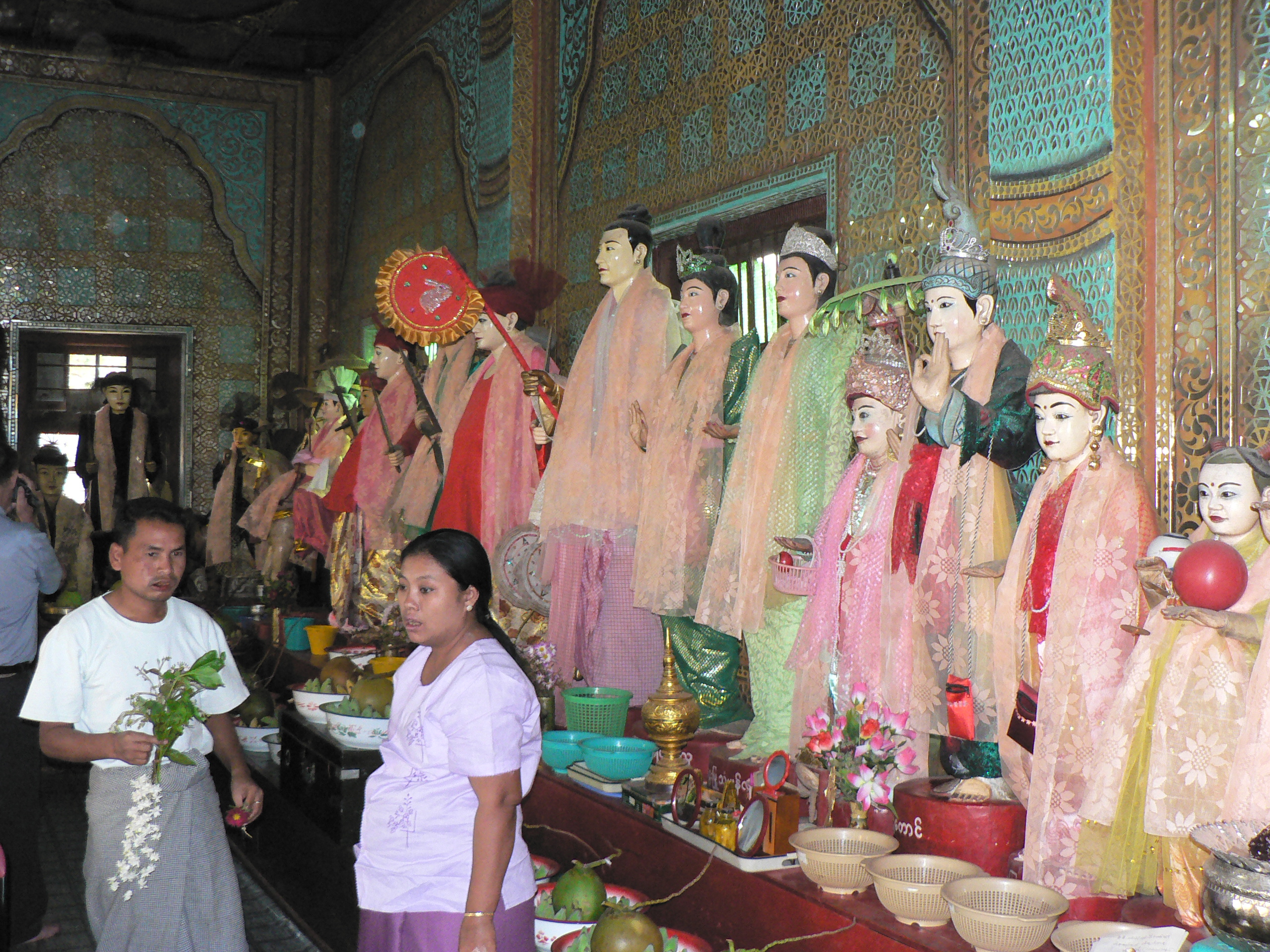
Statues de nats au mont Popa (2008)

Le mont Popa est considéré comme le refuge des 37 Grands Nats (esprits) de Birmanie. De nombreux pèlerins s'y rendent pour les vénérer, particulièrement au moment de la pleine lune de Nayon (mai-juin) et de celle de Nadaw (novembre-décembre).
Avant la « bouddhisation » des nats par le roi Anawrahta (†1077), des milliers d'animaux leur étaient sacrifiés durant les cérémonies. Aujourd'hui, les superstitions birmanes proscrivent de porter du noir ou du rouge sur le mont Popa, comme de jurer et d'y apporter de la viande, particulièrement du porc, sous peine d'offenser les nats.
Le mont Popa est une oasis au milieu de l'aridité du centre de la Birmanie. Il possède plus de 200 ruisseaux, qui alimentent la riche végétation poussant sur les cendres volcaniques fertiles. La faune comporte de nombreux singes.
L'activité volcanique est liée à une subduction mais certains auteurs l'associent à une tectonique en extension (rift). C'est un stratovolcan et un dôme de lave.